# Агамес, Мигель
Мигель Анхель Агамес Кабаркас (исп. Miguel Ángel Agámez Cabarcas; родился 15 мая 2009, Картахена, Боливар, Колумбия) — колумбийский футболист, полузащитник клуба «Атлетико Хуниор».

## Клубная карьера
Воспитанник команды «Талентос Картахенерос», в 2024 году Агамес присоединился к клубу «Атлетико Хуниор» и был отдан в аренду в «Барранкилью», выступавшую в Примере B. Дебютировал 21 июля 2024 года, выйдя на замену в матче чемпионата против «Тигрес». Перед началом сезона 2025 Мигель вернулся в «Атлетико Хуниор» и 10 мая 2025 года вышел на замену в матче чемпионата Колумбии против «Индепендьенте Санта-Фе», дебютировав за основную команду клуба.

## Карьера в сборной
Выступал за сборные Колумбии до 15 и до 16 лет.
Весной 2025 года вместе со сборной Колумбии до 17 лет дошёл до финала чемпионата Южной Америки.